# Platanthera maximowicziana
Platanthera maximowicziana là một loài thực vật có hoa trong họ Lan. Loài này được Schltr. miêu tả khoa học đầu tiên năm 1919.

## Hình ảnh

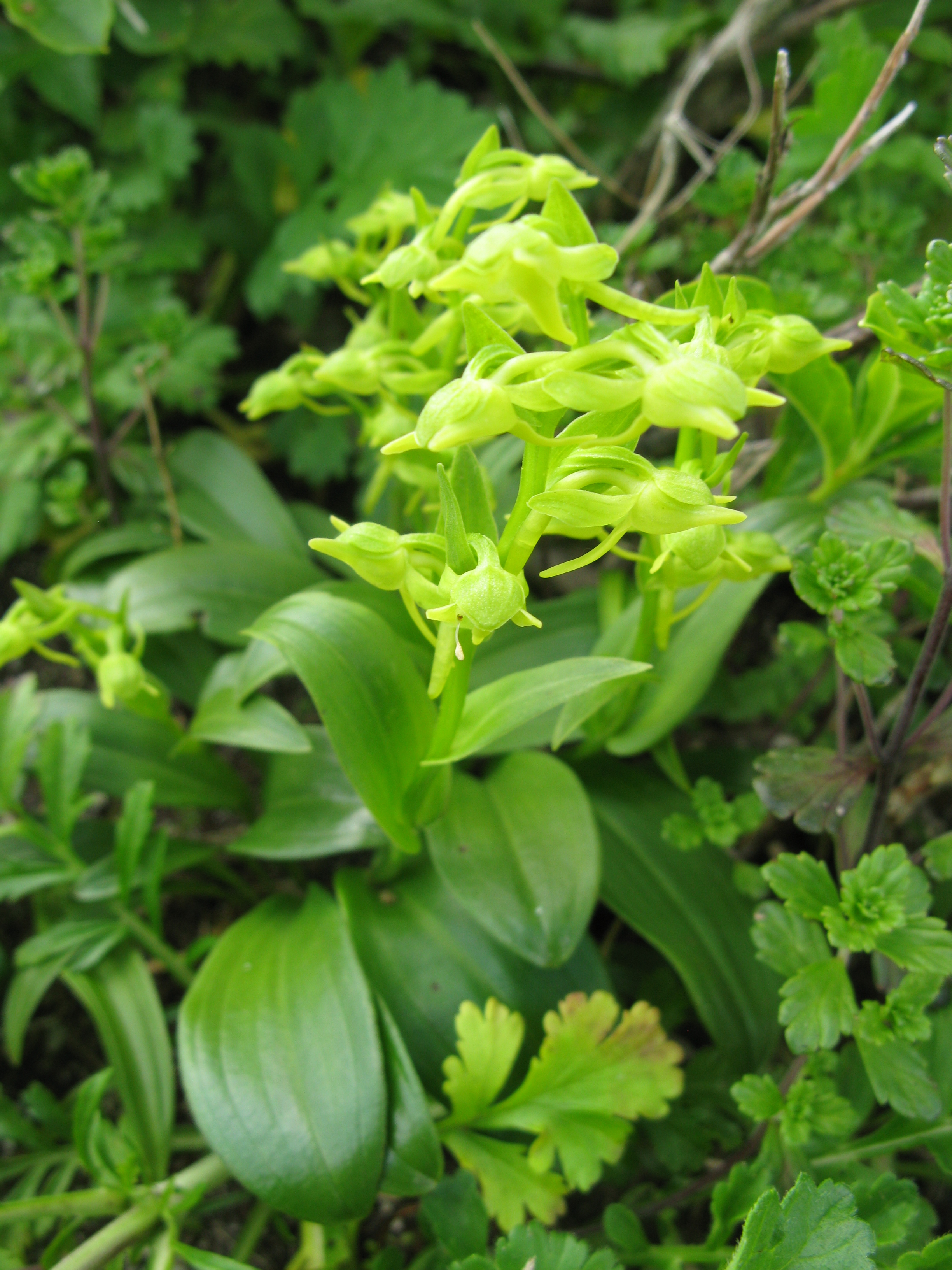